# Escurial
Escurial es un municipio español, en la provincia de Cáceres, comunidad autónoma de Extremadura. Es una localidad cercana al municipio de Miajadas, situada a menos de 2 kilómetros de distancia. 

## Símbolos
El escudo heráldico de Escurial fue aprobado mediante la "Orden de 17 de julio de 1996, de la Consejería de Presidencia y Trabajo, por la que se aprueba el Escudo Heráldico y la Bandera Municipal, para el Ayuntamiento de Escurial", publicada en el Diario Oficial de Extremadura el 1 de agosto de 1996 luego de haber aprobado el expediente el pleno del ayuntamiento el 27 de julio de 1990 y el 12 de abril de 1996 y haber emitido informes el Consejo Asesor de Honores y Distinciones de la Junta de Extremadura el 4 de junio de 1991 y el 9 de julio de 1996. El escudo se define oficialmente así:

Escudo partido. Primero, de oro, una encina arrancada de su color; bordura de sable. Segundo, de gules, muralla de oro flanqueada de dos torres, almenadas y mazonadas de sable. Al timbre Corona Real cerrada.

## Geografía física
Está integrado en la comarca de Trujillo, situándose a 69 kilómetros de la capital provincial. El término municipal está atravesado por la Autovía del Suroeste (A-5), entre los pK 283 y 290, y por la carretera autonómica EX-102, que la comunican con Miajadas y Zorita. 
El relieve del municipio es el típico de la penillanura trujillana, cuya monotonía únicamente se ve alterada por algunos cerros, salvo al noroeste, donde se encuentran algunas elevaciones de la Sierra de Montánchez que superan los 550 metros de altitud. El territorio lo atraviesa el río Búrdalo, que recibe las aguas del río Burdalillo en la presa del Búrdalo. El pueblo se alza a 314 metros sobre el nivel del mar. 
| Noroeste: Robledillo de Trujillo       | Norte: Villamesías | Noreste: Abertura |
| Oeste: Zarza de Montánchez y Almoharín |                    | Este: Campo Lugar |
| Suroeste: Almoharín                    | Sur: Miajadas      | Sureste: Miajadas |

## Historia
Sus orígenes se remontan al dominio romano en España.
En 1594 formaba parte de la Tierra de Trujillo en la Provincia de Trujillo. El 14 de agosto de 1627 se independizó del señorío de Trujillo y en 1678 adquirió calidad de villa.
A la caída del Antiguo Régimen la localidad se constituye en municipio constitucional en la región de Extremadura. Desde 1834 quedó integrado en el Partido Judicial de Trujillo. En el censo de 1842 contaba con 420 hogares y 2301 vecinos.
Hoy en día escurial es considerado un pequeño pueblo

## Demografía
Escurial cuenta con una población de 869 habitantes (INE 2024).
| Gráfica de evolución demográfica de Escurial entre 1842 y 2021                                                      |
| |
| Población de derecho según los censos de población del INE Población de hecho según los censos de población del INE |

## Patrimonio
- Necrópolis romana

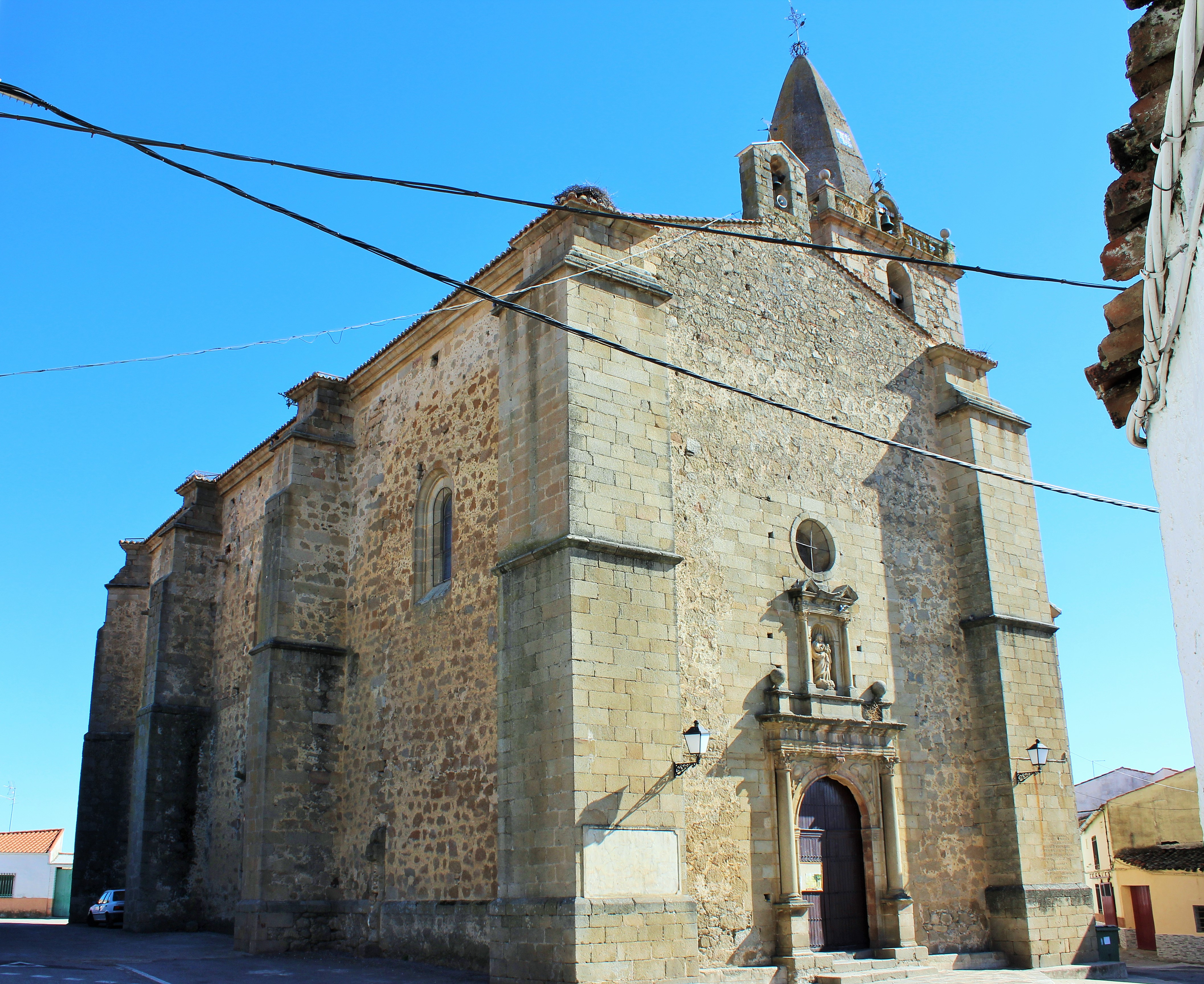
Iglesia de Escurial.

- Iglesia parroquial católica de Nuestra Señora de la Asunción, en la Archidiócesis de Mérida-Badajoz, Diócesis de Plasencia, arciprestazgo de Miajadas. siglo XVI[7]
- La talla policromada del Cristo de la Agonía es una obra maestra de la imaginería española del XVII, comparable con las de Montañés y Mena
- Laguna
- Ermita del Santo

## Cultura

### Fiestas locales

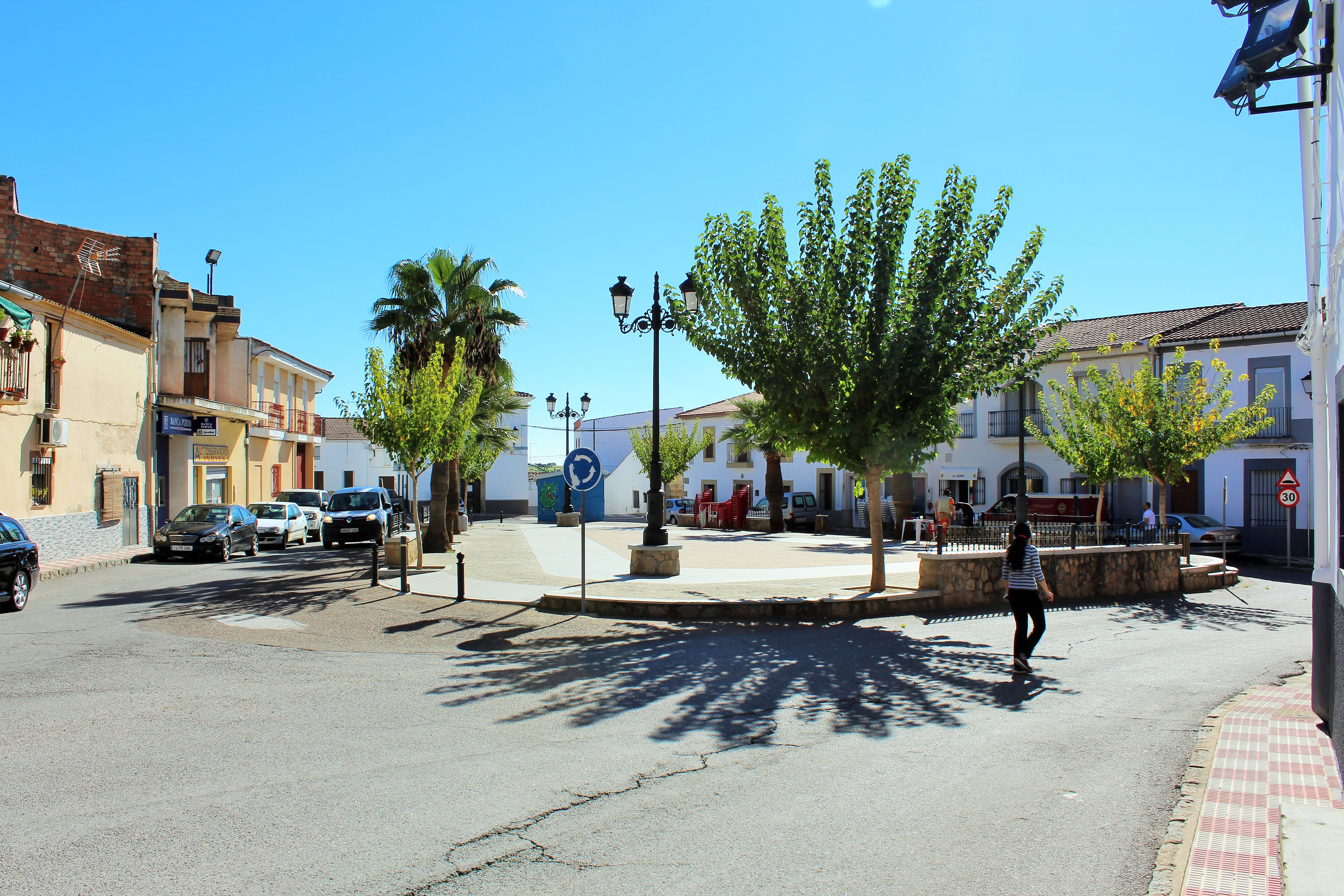
Plaza de España.

- Jueves de Carnaval - Jueves de Comadres, corros y bailes.
- Domingo de Carnaval - Domingo Gordo
- 19 de marzo - La Gira de San José
- Lunes de Pascua -   	El Santo
- Abril - La Feria
- 6 de agosto - La Velá
- 14 de septiembre -  Cristo de la Agonía o del Desamparo
- Octubre -   	El Estrujón
- 1 de noviembre  - Los Quintos

### Gastronomía
- Vino cano.
- Productos derivados de la matanza. Destaca la Patatera (Chorizo que contiene patata).
- Frite (Carne de cordero frita y especiada).
- Escabeche.
- Rosca de piñonate (Virutas de masa fritas y cubiertas en miel).
- Flores (Masa frita con la forma de la Cruz de Calatrava).
- Empanadillas (Bizcocho envuelto en un caparazón de harina, huevo y azúcar).
- Pestiños.